# Danh sách câu lạc bộ bóng đá ở Panama
Ở bóng đá Panama, ANAPROF là giải đấu cao nhất theo sau là Primera A.

## LPF
- Alianza F.C.
- Atlético Chiriquí
- Atlético Veragüense
- CD Árabe Unido
- Chepo F.C.
- Chorrillo F.C.
- Plaza Amador
- San Francisco F.C.
- Sporting San Miguelito
- Tauro F.C.

## Primera A
- Chorrillito
- CAI de La Chorrera
- AD Orión
- Deportivo Genesis
- CD Policía Nacional
- CD Pan de Azúcar
- Paraiso F.C.
- Río Abajo F.C.

## Đội bóng đã giải thể
- Atlético Nacional
- Chiriquí F.C.
- Panama Viejo F.C.
- Eurokickers F.C.
- Municipal Colon
- Colon River F.C.

## Torneo Infinito
- AD America

Bản mẫu:Bóng đá Panama